# Lodge Kerrigan
Lodge Kerrigan (New York, 23 marzo 1964) è un regista e sceneggiatore statunitense.

## Filmografia parziale

### Cinema
- Clean, Shaven (1993)
- Claire Dolan (1998)
- Keane (2004)
- Rebecca H. (Return to the Dogs) (2010)

### Televisione
- The Girlfriend Experience – serie TV (2016)
- Tulsa King – serie TV (2022)